# Rio São Lamberto
O rio São Lamberto é um curso de água do estado de Minas Gerais, Brasil, que pertence à bacia do rio São Francisco.